# Faja (arquitectura)

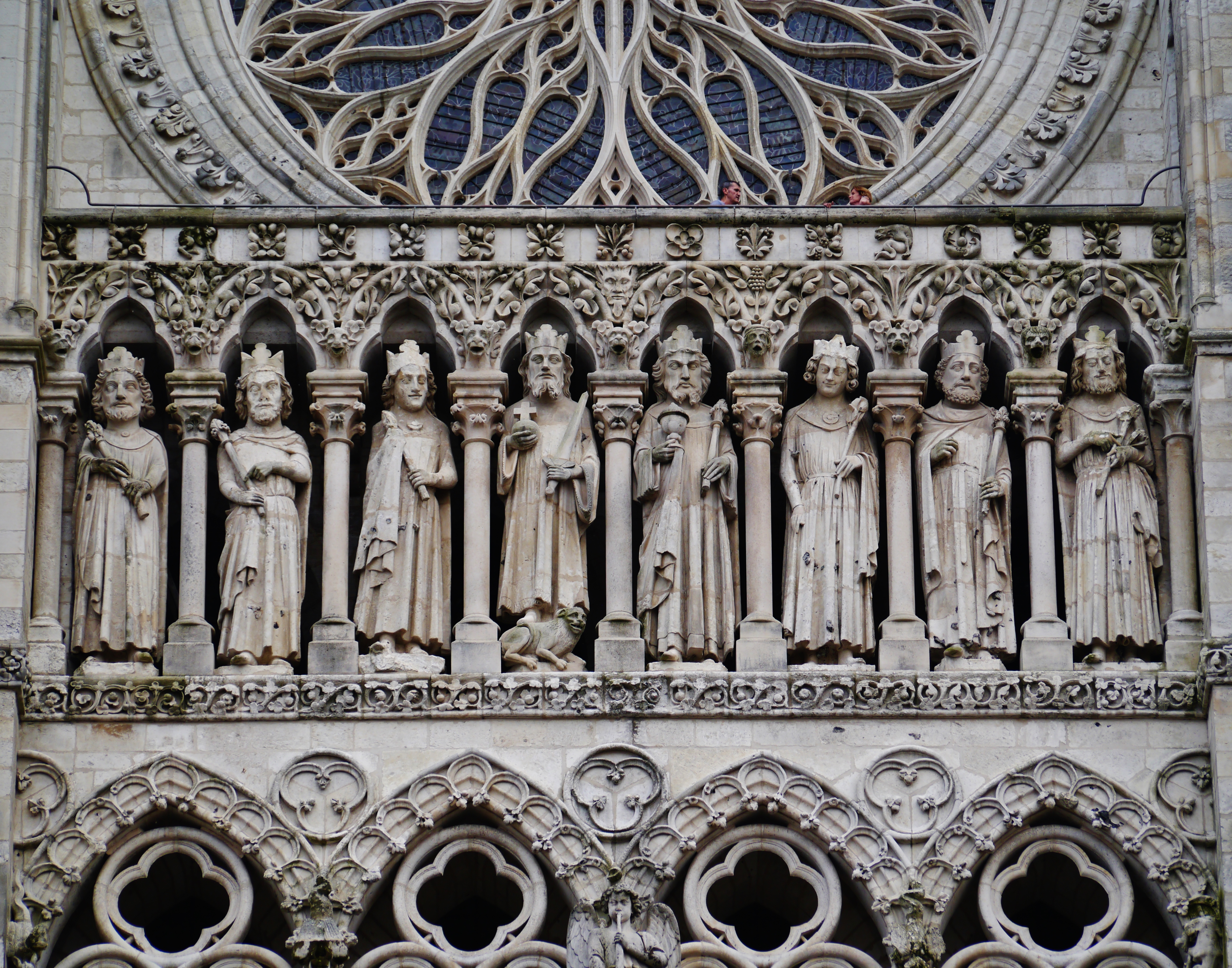
Galería de reyes en la fachada Oeste de la catedral de Amiens. La faja se puede apreciar a sus pies.

En arquitectura se llama faja a la moldura uniforme, ancha y muy poco saliente que se perfila sobre una superficie horizontal o siguiendo el contorno de una arcada. También se emplea para designarla la voz banda. 
En la arquitectura gótica se hallan numerosos ejemplos de fajas decoradas con esculturas recorriendo el contorno de todo un edificio. Así es por ejemplo, la faja que podemos encontrar en la catedral de Amiens. Algunas veces estas molduras decoradas con follaje reciben el nombre de cordón. 